# 宮川長春

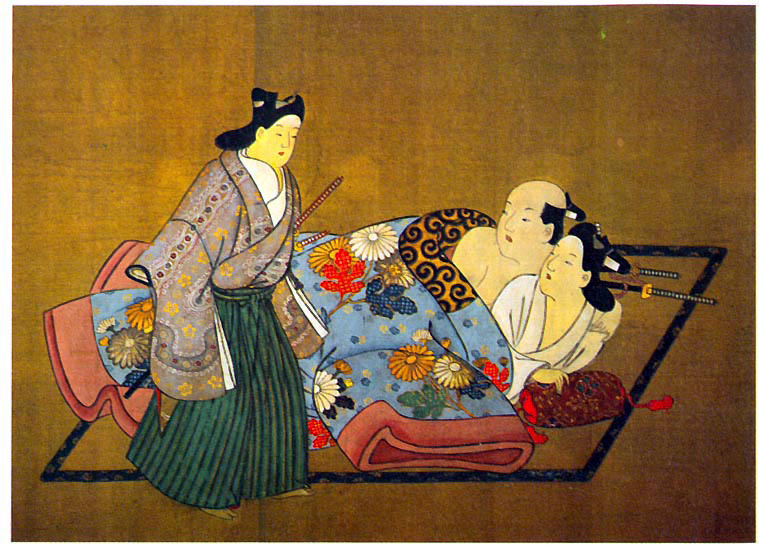
三侍

宮川 長春（みやがわ ちょうしゅん、天和2年〈1682年〉 - 宝暦2年11月13日〈1752年12月18日〉）とは、江戸時代の浮世絵師。宮川派の祖。宝永年間（1704-11年）から寛延年間（1748-51年）頃活躍、先行する菱川師宣や懐月堂派に学び、豊潤、優麗な美人画で一家を成した。

## 来歴
尾張（愛知県）海西郡宮川村の出身（美濃安八郡大榑村説もあり）。俗称は長左衛門。始め菱川姓を名乗る時期もあったようである。春旭堂と号した。はじめ狩野派や土佐派に学んだといわれる。作中の樹木などの背景描写に江戸狩野派的な要素が見られ、稲荷橋狩野家の狩野春湖元珍に学んだとも推測される。しかしそれに飽きたらず菱川師宣に私叔し、懐月堂派の立美人図の影響を受け、流麗な描線と上質な絵の具を用いた丁寧な彩色による艶麗で気品ある肉筆美人風俗画で大成し、宮川長春を名乗った。
寛延末頃、芝新堀に住んでいた。寛延3年（1750年、一説に翌年の宝暦元年）表絵師稲荷橋狩野家当主の狩野春賀に招かれ、宮川一門を率いて日光東照宮の彩色修理を手伝ったのも、その事を例証する逸話であろう。ところがこの時春賀はその報酬を着服して支払わず、翌年の12月29日長春は催促に訪れた春賀邸で暴行を受けてしまう。長春はこの時、打擲されて荒縄に縛られごみ溜めに棄てられたといわれる。長春の息子長助は、報復のため門弟と共に春賀宅を夜襲、春賀を殺害した他、その家人を2名ないし4名を殺傷した。この事件は喧嘩両成敗となり、稲荷橋狩野家は断絶、春賀の子春朝は八丈島に遠島となった。宮川派は、長春が間もなく亡くなった事からその身代りとして、高弟の一笑が伊豆新島に配流、長助は死罪に処せられたとも自殺したとも伝えられる。享年71。

## 作風
一品制作の肉筆画で庶民風俗、遊里風景、遊女、陰郎、若衆などを描いた作品も見られ、春画にも優品を残している。現存作品数は、おそらく200点ほどになると推測される。国外にある日本美術を一定数以上所蔵する美術館には、しばしば長春の作品が見受けられ、外国人にも人気があったことが窺える。浮世絵師の多くは版画と肉筆画の双方を制作したが、宮川長春は肉筆画専門の絵師で、生涯版画には手を染めなかった。同時代の絵師と比べ、最も多く高価な絵絹の作品が残っていることから、長春の支持者はやや富裕な町人か武家だったと考えられる。
長春の作品には制作年代を確かめられる作品が殆どなく、署名もほぼ一定しており、その作風の変遷を追うのは困難である。しかし、「歳旦の遊女と禿図」（個人蔵）の元箱の箱書きに、享保7年（1722年）4月家老の砧佐島津家の家老・島津久浜が薩摩藩5代目藩主・島津継豊から拝領した旨が記されており、長春画の受容層の一端が分かる。また、同作では既に長春様式が完成していることから、この頃には画風を確立していたと考えられる。
長春には蚊帳から顔を出してた蚊帳美人図や、遊女が腰かけている腰掛美人図など、定型的に用いられる図様が多い事で知られている。「美人立姿図」も長春の得意とした豊満な女性の一人立ちの画像で、弓なりに身を反らし、しかも垂直性の安定感を失わない堂々たる姿態が感動的な作品である。その眉と目が平行に前方を見据える顔の表情はきりっとしていて清々しい。

## 宮川一門
多くの門弟を育てており、弟子として宮川長亀（長助と同一人物説あり）、宮川一笑、宮川春水、宮川正幸、宮川安信、宮川春信、勝重、二葉らがおり、宮川派を形成した。さらに春水の弟子から勝川派の祖、勝川春章を輩出した。長春の門人たちは何れも肉筆画のみを描いたが、安信のみは版画を手がけており漆絵を残している。門弟も長春の定型図様を学んだことは間違いないが、懐月堂派と異なり師の図様をそのままではなく、必ず変形させて用いていることが特色である。

## 作品
| 作品名                         | 技法         | 形状・員数 | 寸法（縦x横cm） | 所有者                                     | 年代                         | 落款・印章                                    | 備考                                       |  |
| ------------------------------ | ------------ | ---------- | --------------- | ------------------------------------------ | ---------------------------- | --------------------------------------------- | ------------------------------------------ |  |
| 風俗図巻                       | 紙本着色     | 1巻        | 37.0x387.8      | 東京国立博物館                             |                              | 款記「日本繪宮川長春圖」/「長春之印」白文方印 | 重要文化財（2011年指定）                   |  |
| 遊女聞香図                     | 絹本着色     | 1幅        | 87.2x36.6       | 東京国立博物館                             |                              | 款記「日本繪宮川長春圖」/「長春之印」白文方印 |                                            |  |
| 万歳図                         | 絹本着色     | 1幅        | 75.4x31.5       | 東京国立博物館                             |                              | 款記「日本繪宮川長春圖」/「宮川氏」朱文方印   |                                            |  |
| 乗鶴美人図                     | 絹本着色     | 1幅        | 94.5x37.0       | 東京国立博物館                             |                              |                                               |                                            |  |
| 紫式部図                       | 絹本着色     | 1幅        | 36.0x58.5       | 東京国立博物館                             |                              | 款記「日本繪宮川長春圖」/「長春之印」白文方印 |                                            |  |
| 伊勢図                         |              | 1幅        | 83.2x32.7       | 東京国立博物館                             | 1711-16年（宝永-正徳年間）頃 |                                               |                                            |  |
| 婦女聞香図                     |              | 1幅        | 36.0x46.1       | 東京国立博物館                             |                              |                                               |                                            |  |
| 若衆図                         |              | 1幅        | 76.3x24.0       | 東京国立博物館                             |                              |                                               |                                            |  |
| 立美人図                       |              | 1幅        | 62.4x29.3       | 東京国立博物館                             | 1716-36年（正徳-享保年間）頃 |                                               |                                            |  |
| 江口の君と西行法師図           |              | 1幅        | 88.2x37.7       | 東京国立博物館                             | 1716-36年（享保年間）        |                                               |                                            |  |
| 蚊帳の中喫煙美人図             | 紙本着色     | 1幅        |                 | 浮世絵太田記念美術館                       |                              |                                               |                                            |  |
| 美人立姿図                     | 絹本着色     | 1幅        |                 | 浮世絵太田記念美術館                       |                              |                                               |                                            |  |
| 縁台の遊女図                   | 絹本着色     | 1幅        |                 | 浮世絵太田記念美術館                       |                              |                                               |                                            |  |
| 身仕度の図                     | 紙本着色     | 1幅        |                 | 浮世絵太田記念美術館                       |                              |                                               |                                            |  |
| 小むらさき図                   | 絹本着色     | 1幅        |                 | ニューオータニ美術館                       |                              |                                               |                                            |  |
| 髪すき十郎図                   | 絹本着色     | 1幅        |                 | ニューオータニ美術館                       |                              |                                               |                                            |  |
| 万歳図                         | 絹本着色     | 1幅        |                 | ニューオータニ美術館                       |                              |                                               |                                            |  |
| 野菊に鶏図                     | 絹本着色     | 1幅        |                 | ニューオータニ美術館                       |                              |                                               |                                            |  |
| 立姿美人図                     | 絹本着色     | 1幅        | 88.1x33.4       | 出光美術館                                 |                              | 款記「日本繪宮川長春圖」/「長春之印」白文方印 |                                            |  |
| 立姿美人図                     | 絹本着色     | 1幅        | 85.2x30.8       | 出光美術館                                 |                              | 款記「日本繪宮川長春圖」/「長春」朱文瓢形印   |                                            |  |
| 読書美人図                     | 絹本着色     | 1幅        | 41.7x66.4       | 出光美術館                                 |                              | 款記「日本繪宮川長春圖」/「長春之印」白文方印 |                                            |  |
| 蚊帳美人図                     | 絹本着色     | 1幅        | 43.,2x62.4      | 出光美術館                                 |                              | 款記「日本繪宮川長春圖」/「長春之印」白文方印 |                                            |  |
| 四季江戸風俗図巻               | 絹本着色     | 1巻        |                 | 出光美術館                                 |                              | 款記「日本繪宮川長春畫」/「長春之印」白文方印 |                                            |  |
| 遊女図巻                       | 絹本着色     | 1巻        | 32.9x341.0      | 泉屋博古館分館                             |                              | 款記「日本繪宮川長春圖」/「長春之印」白文方印 |                                            |  |
| 社頭春遊図                     | 絹本着色     | 1幅        | 36.1x97.6       | 遠山記念館                                 |                              |                                               | 重要美術品                                 |  |
| 江戸風俗図巻                   | 絹本着色     | 2巻        |                 | 城西大学水田美術館                         |                              | 款記「日本繪宮川長春畫」/「長春之印」白文方印 |                                            |  |
| 見立業平東下り図               | 絹本着色     | 1幅        |                 | 城西大学水田美術館                         |                              |                                               |                                            |  |
| 男女対語図                     | 絹本着色     | 1幅        |                 | 鎌倉国宝館                                 |                              |                                               |                                            |  |
| 美人立姿図                     | 絹本着色     | 1幅        |                 | 鎌倉国宝館                                 |                              |                                               |                                            |  |
| 立美人                         | 絹本着色     | 1幅        |                 | 光記念館                                   |                              | 款記「日本繪宮川長春圖」/「長春之印」白文方印 | 那須ロイヤル美術館（小針コレクション）旧蔵 |  |
| 梅下遊女道中                   | 絹本着色     | 1幅        |                 | 光記念館                                   |                              | 款記「日本繪宮川長春圖」/「長春之印」白文方印 | 那須ロイヤル美術館（小針コレクション）旧蔵 |  |
| 柳下布さらし                   | 紙本着色     | 1幅        |                 | 光記念館                                   |                              | 款記「日本繪宮川長春圖」/「長春之印」白文方印 | 那須ロイヤル美術館（小針コレクション）旧蔵 |  |
| 見立琴高仙人                   | 絹本着色     | 1幅        |                 | 光記念館                                   |                              | 款記「日本繪宮川長春書」/「長春之印」白文方印 | 那須ロイヤル美術館（小針コレクション）旧蔵 |  |
| 追い羽根                       | 絹本着色     | 1幅        |                 | 光記念館                                   |                              | 款記「日本繪宮川長春圖」/「長春」朱文方印     | 那須ロイヤル美術館（小針コレクション）旧蔵 |  |
| 見立文殊･普賢図                | 絹本着色     | 双幅       |                 | 藤田美術館                                 |                              |                                               |                                            |  |
| 立美人図                       | 紙本着色     | 1幅        |                 | 大和文華館                                 |                              |                                               | 重要美術品、川上不白後賛                   |  |
| 桜見物図絵巻                   | 紙本着色     | 1巻        |                 | 晴明会館（福岡県）                         |                              |                                               |                                            |  |
| 朝鮮通信使騎馬図               | 絹本著色     | 1幅        | 125.0x40.0      | 佐賀県立名護屋城博物館                     |                              |                                               |                                            |  |
| 乗鶴美人図                     | 紙本着色     | 1幅        | 87.2x37.8       | 熊本県立美術館                             |                              | 款記「日本繪宮川長春畫」/「長春之印」白文方印 |                                            |  |
| 聞香美人図                     | 紙本着色     | 1幅        | 59.5x23.9       | 熊本県立美術館                             |                              | 款記「日本繪宮川長春圖」/「長春之印」白文方印 |                                            |  |
| 羽根遊び図                     | 紙本着色     | 1幅        | 83.4x38.2       | 熊本県立美術館                             |                              |                                               |                                            |  |
| 振り返る遊女図                 | 絹本着色     | 1幅        |                 | 熊本県立美術館                             |                              |                                               |                                            |  |
| 遊楽図巻                       | 紙本着色     | 1巻        | 27.5x385.5      | ボストン美術館                             |                              |                                               |                                            |  |
| 女舞図                         | 絹本着色     | 1幅        | 94.5x55.4       | ボストン美術館                             |                              |                                               |                                            |  |
| 縁台美人図                     | 絹本着色     | 1幅        | 79.7x32.4       | ボストン美術館                             | 1716-36年（享保年間）        |                                               |                                            |  |
| 縁台美人図                     | 絹本着色     | 1幅        | 85.0x35.8       | ボストン美術館                             | 1716-36年（享保年間）        |                                               |                                            |  |
| 立美人図                       | 絹本着色     | 1幅        | 68.2x31.8       | ボストン美術館                             | 1716-36年（享保年間）        |                                               |                                            |  |
| 伊勢図                         | 絹本着色     | 1幅        | 95.1x40.6       | ボストン美術館                             | 1716-36年（享保年間）        |                                               |                                            |  |
| 小町図                         | 絹本着色     | 1幅        | 95.1x40.6       | ボストン美術館                             | 1716-36年（享保年間）        |                                               |                                            |  |
| 業平図                         | 絹本着色     | 1幅        | 95.1x40.6       | ボストン美術館                             | 1716-36年（享保年間）        |                                               |                                            |  |
| 柿山伏と遊女図                 | 絹本着色     | 1幅        | 64.6x25.7       | ボストン美術館                             | 1716-36年（享保年間）        |                                               |                                            |  |
| 美人画                         | 紙本着色     | 1幅        | 77.1x38.3       | ボストン美術館                             |                              |                                               |                                            |  |
| 観月美人図                     | 絹本着色     | 1幅        | 52.9x84.0       | ボストン美術館                             | 1716-36年（享保年間）頃      |                                               |                                            |  |
| 四季風俗図巻                   | 絹本着色     | 1巻        | 32.5x512.4      | ボストン美術館                             |                              |                                               | 伝宮川長春                                 |  |
| 吉原風俗図屏風                 | 紙本着色     | 六曲一隻   | 83.2x266.6      | ボストン美術館                             |                              |                                               | 伝宮川長春                                 |  |
| 柳下納涼図                     | 絹本着色     | 1幅        |                 | フリーア美術館                             |                              |                                               |                                            |  |
| 遊里深更風俗図                 | 絹本着色     | 1幅        |                 | フリーア美術館                             |                              |                                               |                                            |  |
| 遊女と禿図                     | 紙本着色     | 1幅        |                 | フリーア美術館                             |                              |                                               |                                            |  |
| 芝居小屋図巻                   | 紙本着色     | 1幅        |                 | フリーア美術館                             |                              |                                               |                                            |  |
| 遊女図                         | 絹本着色     | 1幅        |                 | フリーア美術館                             |                              |                                               |                                            |  |
| 風格図絵巻図                   | 紙本着色     | 1幅        |                 | フリーア美術館                             |                              |                                               |                                            |  |
| 祭礼十二カ月図                 | 紙本着色     | 1幅        |                 | フリーア美術館                             |                              |                                               |                                            |  |
| 花見遊楽図屏風（左隻）（右隻） | 紙本着色     | 六曲一双   |                 | ウースター美術館                           | 1716-36年（享保年間）        | 各隻に款記「日本繪宮川長春圖」                |                                            |  |
| 遊宴図                         | 絹本着色     | 1幅        | 56.4x135.5      | クリーブランド美術館                       |                              |                                               |                                            |  |
| 萬歳図                         | 紙本着色     | 1幅        | 84.1x31.4       | クリーブランド美術館                       |                              |                                               |                                            |  |
| 江戸風俗図巻                   | 紙本着色     | 2巻        |                 | 大英博物館                                 |                              | 款記「日本繪宮川長春畫」/「長春之印」白文方印 |                                            |  |
| 水辺遊楽図巻                   | 絹本着色     | 1巻        |                 | チェスター・ビーティ図書館（アイルランド） |                              | 款記「日本繪宮川長春畫」/「長春之印」白文方印 |                                            |  |
| 美人図                         | 絹本着色     | 1幅        |                 | ベルリン国立アジア美術館                   |                              |                                               | ニュルンベルク市美術館からの長期貸与作品   |  |
| 納涼之図                       | 絹本着色金泥 | 1幅        |                 | ロシア国立東洋美術館                       |                              |                                               |                                            |  |
| 梅下美人図                     | 絹本着色金泥 | 1幅        |                 | ロシア国立東洋美術館                       |                              |                                               |                                            |  |
| 歌舞伎風俗図巻                 | 紙本着色     | 1巻        |                 | キヨッソーネ東洋美術館                     |                              | 款記「日本繪宮川長春畫」/「長春之印」白文方印 |                                            |  |
| 吉原風俗図                     | 絹本着色     |            |                 | 麻布美術工芸館旧蔵                         |                              |                                               |                                            |  |